# Chapter V: Unbent, Unbowed, Unbroken
Chapter V: Unbent, Unbowed, Unbroken (engl. für: „Kapitel V: Ungezähmt, ungebeugt, ungebrochen“) ist das fünfte Studioalbum der schwedischen Power-Metal-Band Hammerfall und wurde am 4. März 2005 von Nuclear Blast in Europa veröffentlicht. Es handelt sich um das zweite Album der Band, das von Charlie Bauerfeind produziert wurde.
Der Titel ist ein Statement gegen Kritiker, die der Band Kommerzialisierung vorwerfen und soll verdeutlichen, dass Hammerfall immer zu ihrer Musik stehen werden.
Das Album stieg auf Platz 4 der schwedischen Albumcharts ein und lag damit einen Platz hinter Angel of Retribution von Judas Priest, das gleichzeitig erschienen war.

## Titelliste
1. Secrets (Oscar Dronjak, Joacim Cans) – 6:06
2. Blood Bound (Oscar Dronjak, Joacim Cans) – 3:49
3. Fury of the Wild (Oscar Dronjak, Joacim Cans) – 4:44
4. Hammer of Justice (Oscar Dronjak, Joacim Cans) – 4:37
5. Never, Ever (Oscar Dronjak) – 4:05
6. Born to Rule (Oscar Dronjak, Joacim Cans, Stefan Elmgren) – 4:08
7. The Templar Flame (Oscar Dronjak, Joacim Cans) – 3:41
8. Imperial (Oscar Dronjak) – 2:29
9. Take the Black (Oscar Dronjak, Joacim Cans) – 4:46
10. Knights of the 21st Century (Oscar Dronjak, Joacim Cans) – 12:19

## Songinfos
Im letzten Lied des Albums ist Cronos, der Sänger von Venom zu hören. Besagter Song endet zwar nach guten zehn Minuten, die CD wird aber nach ein paar Minuten Leerlauf mit einem Hidden Track beendet, der mit „Hell fucking yeah“ eingeleitet und der Zeile „the prophecy“ (aus Knights of the 21st Century) abgeschlossen wird.
Die Namen der Songs Unbent, Unbowed, Unbroken und Take the Black stammen aus der Romanserie Das Lied von Eis und Feuer von George R. R. Martin. Allerdings wird dort Unbowed, Unbent, Unbroken geschrieben, zudem hat Take the Black keinen Bezug zum Roman.